# Artanes
Artanes, Sohn des Hystaspes, war ein Angehöriger der persischen Achämenidendynastie im 6. vorchristlichen Jahrhundert. 
Er war ein jüngerer Bruder des Großkönigs Dareios I., dem er sein einziges Kind, Phratagyne, samt seinem ganzen Besitz zur Frau gab. Seine Enkel, Abrokomas und Hyperanthes, fielen 480 v. Chr. in der Schlacht bei den Thermopylen.